# Parę chwil (singel Sody)
Parę chwil – debiutancki singel zespołu Soda wydany w 1998 roku przez firmę Koch, zapowiadający płytę o tej samej nazwie co zespół. Został nagrany w studio CCS w czerwcu i w lipcu 1997 roku. Utwór promował również film Marcina Ziębińskiego pt. Gniew. Jest jedną z ulubionych piosenek Marka Niedźwieckiego. Numer katalogowy Koch International - 33746-6.

## Spis utworów
1. Parę chwil

## Twórcy
- Michał Dąbrówka – muzyka
- Andrzej „Piasek” Piaseczny – słowa
- Michał Przytuła – realizacja, produkcja i mastering
- Michał Grymuza – produkcja
- Soda – wykonanie